# Ponte dei Conciatori
Il Ponte dei Conciatori (in albanese Ura e Tabakëve) è un ponte pedonale in pietra che si trova a Tirana nei pressi della Moschea dei Conciatori.
Il ponte risale al periodo della dominazione ottomana del XVIII secolo e si trova sulla strada che collegava Tirana con Debar e gli altopiani orientali, che era la via utilizzata dagli agricoltori per portare i prodotti e il bestiame in città.
Fino agli anni 30 il ponte attraversava il torrente Lana nei pressi della zona in cui si trovavano le macellerie e i conciatori ma, dopo che il corso del fiume venne deviato, il ponte cadde in rovina. Negli anni 90 il ponte è stato restaurato e sono state riportate alla luce le fondamenta e ricreato su ambedue i lati del ponte uno stagno artificiale. Inoltre le pietre originali dell’antico ponte sono state ripulite e riutilizzate.

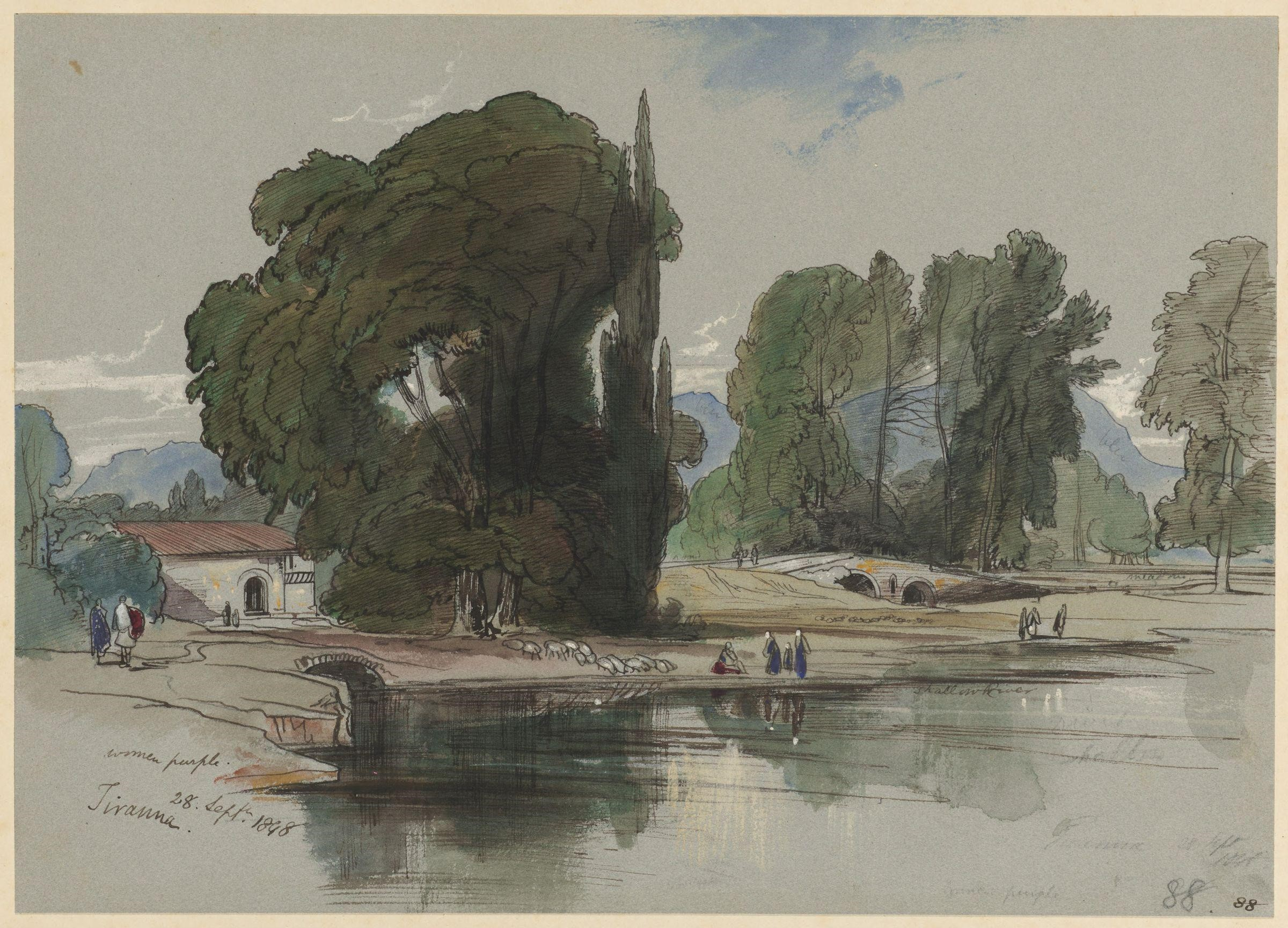
Il ponte in un acquerello di Edward Lear del 1848.

Oggi il ponte è considerato uno dei più importanti monumenti della capitale albanese ed una testimonianza dello sviluppo urbano di Tirana nel XVIII secolo.